# Roman Giertych

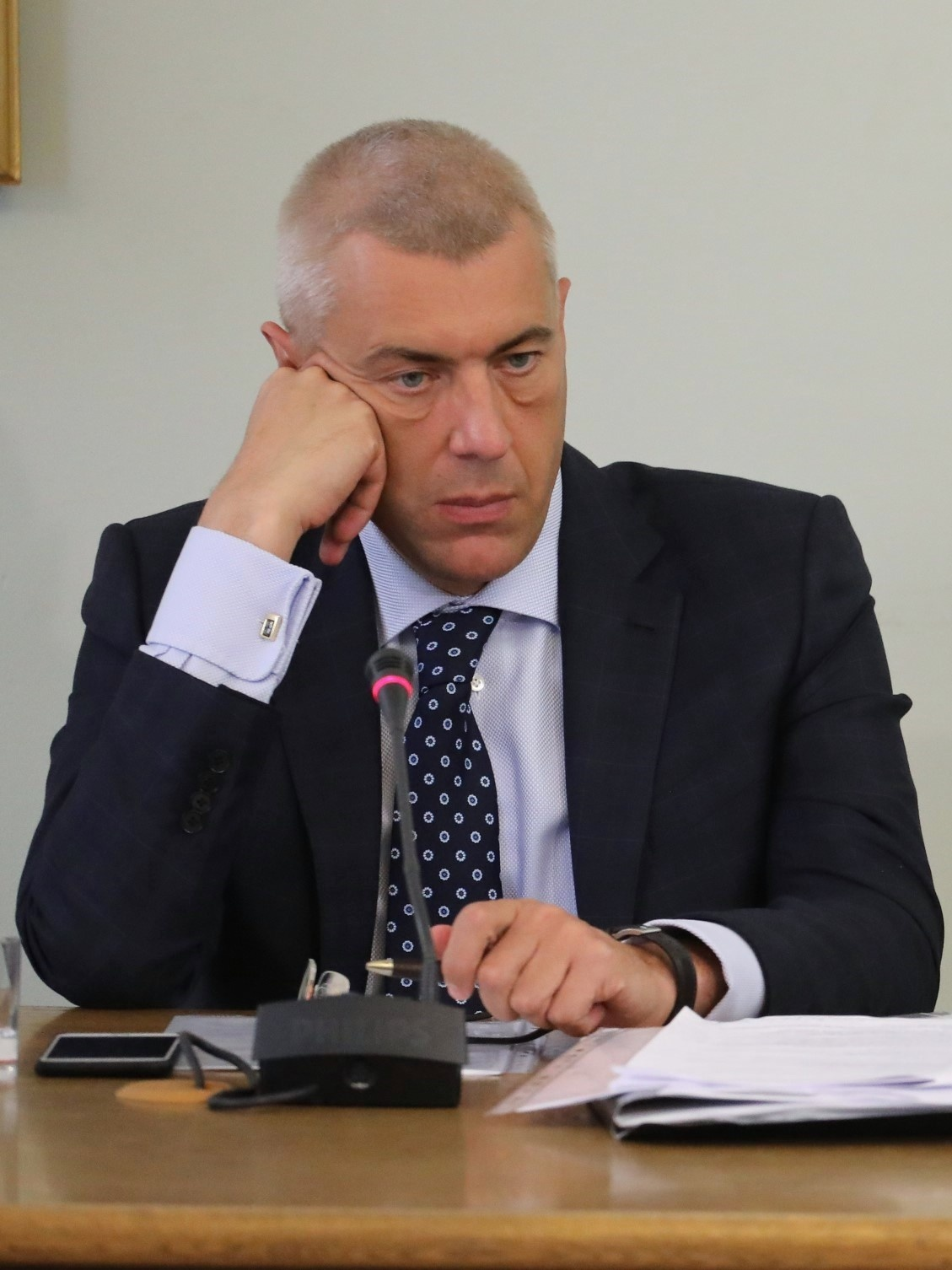
Roman Giertych (2017)

Roman Jacek Giertych (* 27. Februar 1971 in Śrem) ist ein polnischer Politiker und Jurist. Seit 2023 ist er Abgeordneter im Sejm (bis Mitte 2025 parteilos, dann PO, in der KO-Fraktion), dem er bereits von 2001 bis 2007 für die Partei Liga Polnischer Familien (Liga Polskich Rodzin, kurz: LPR) angehörte. Er leitet in der 10. Sitzungsperiode einen KO-Fraktionsausschuss, der Affären aus der Regierungszeit von Recht und Gerechtigkeit (PiS, 2015–2023) aufklären soll. In den Jahren 2006 und 2007 war er als Vorsitzender der LPR Stellvertretender Ministerpräsident und Minister für Nationale Bildung in den um PiS gebildeten Koalitionsregierungen von Kazimierz Marcinkiewicz und Jarosław Kaczyński. Außerdem war er 1989 Gründungsvorsitzender der Allpolnischen Jugend.

## Biografie

### Familie
Giertych stammt aus einer Politikerfamilie: Er ist Sohn von Maciej Giertych, Enkel eines führenden Nationaldemokraten der Zweiten Republik, Jędrzej Giertych, Urenkel des Lemberger Richters Włodzimierz Łuczkiewicz, sowie der Neffe von Wojciech Giertych OP. Zwei Tanten sind Ordensschwestern. Mit seiner Ehefrau Barbara, einer ursprünglich im Kirchenrecht (Eheannulierungen) tätigen Anwältin und Kanzleimitarbeiterin, hat Giertych vier Kinder.

### Ausbildung und Politik bis 2006
Giertych wuchs in Kórnik auf, wo er die Grundschule und das Lyzeum abschloss. Er studierte parallel Geschichte (1989–1994) und Rechtswissenschaft (1990–1995) an der Adam-Mickiewicz-Universität Posen. Im Jahre 1996 begann er ein Rechtsreferendariat in Warschau, das er 2000 abschloss. Sein Betreuer stand ihm politisch nahe. Bevor er 2001 in den Sejm gewählt wurde, führte Giertych eine Rechtsanwaltskanzlei in Warschau.
1989 gründete er die Allpolnische Jugend, eine Jugendorganisation, die sich zum Nationalismus bekannte und mit ihrem Namen an die Vorkriegsorganisation Studentenbund Allpolnische Jugend anknüpfte. In den ersten Jahren übernahm er den Vorsitz, 1994 wurde er zum Ehrenvorsitzenden. Giertych war Mitglied der National-Demokratischen Partei (Stronnictwo Narodowo-Demokratyczne) und der Nationalen Partei, deren Mitglieder im Jahre 2001 die Liga Polnischer Familien (LPR) gründeten.
Bei der Parlamentswahl 1993 kandidierte Giertych für den Sejm von der Liste der Union für Realpolitik, vier Jahre später wirkte er als Mitbegründer des National-Christdemokratischen Blocks für Polen (Narodowo-Chrześcijańsko-Demokratyczny Blok dla Polski).
Bei der Parlamentswahl 2001 wurde Giertych von der Liste der LPR zum Abgeordneten der 4. Amtszeit aus dem Wahlkreis Warschau II gewählt (er erhielt 13.261 Stimmen). Seit Juli 2004 war er stellvertretender Vorsitzender einer Untersuchungskommission im Sejm, die sich mit der sogenannten Orlen-Affäre befasste, die zum Ansehens- und Stimmverlust der Postkommunisten vom SLD beitrug. Giertych konnte sich hier als ein unerschrockener Aufklärer profilieren, der die Amtsenthebung von Präsident Kwaśniewski forderte. Dabei soll er dem Unternehmer Jan Kulczyk zufolge angeboten haben, ihn unbehelligt zu lassen, wenn er Kwaśniewski belaste. Er trat außerdem für die Zeugin Anna Jarucka ein, die Dokumente vorlegte, welche Włodzimierz Cimoszewicz, den zeitweiligen Favoriten im Präsidentschaftswahlkampf 2005, unter Druck setzten. Dieser zog seine Kandidatur infolge eines Umfrageeinbruchs zurück. Einen Tag danach stellte sich heraus, dass die ehemalige Assistentin von Cimoszewicz dessen Unterschriften gefälscht hatte und die Vorwürfe haltlos waren. Bei der Parlamentswahl 2005 kandidierte Giertych im Wahlkreis Warschau I und sicherte sich erneut das Abgeordnetenmandat, nachdem er 35.512 Stimmen erhalten hatte. Im Sejm übernahm Giertych den Vorsitz in der Kommission für Nachrichtendienste.
Im März 2006 folgte Giertych Marek Kotlinowski als LPR-Vorsitzender nach. Er trat damals als scharfer Kritiker der EU und Deutschlands in Erscheinung. Er verunglimpfte Teilnehmer des CSD Warschau, darunter auch deutsche Akteure. Für die politische Vertretung der deutschen Minderheit in Polen forderte er die Einhaltung der Fünf-Prozent-Hürde, d. h. die Abschaffung des gesicherten Mandats im Sejm.

### Minister
Vom 5. Mai 2006 bis zum 13. August 2007 war Giertych stellvertretender Ministerpräsident und Minister für Nationale Bildung in den Regierungen von Kazimierz Marcinkiewicz und Jarosław Kaczyński. An der Jahreswende 2005/2006 hatte er auf einen einmaligen Familienzuschuss anlässlich der Geburt eines Kindes hingewirkt, während Sejmmarschall Marek Jurek Rechtsbedenken anmeldete.
Die Ernennung Giertychs zum Bildungsminister führte im Mai 2006 zu Studentenmanifestationen u. a. in Danzig, Krakau, Łódź, Rzeszów, Stettin und Warschau. Am 13. Juni nahmen Schüler aus Lyzeen und Gymnasien an einem Protest der Organisation Schülerinitiative (Inicjatywa Uczniowska) teil, blockierten das Ministeriumsgebäude und sammelten insgesamt 137 000 Unterschriften zur Abberufung Giertychs. Ein Appell wurde dann bei der Kanzlei des Ministerpräsidenten abgegeben. Zudem entstand eine Initiative „Giertych muss weg“, die ebenfalls seine Abberufung postulierte und während der ersten zwei Monate seiner Amtszeit Demonstrationen und Protestmärsche in ganz Polen organisierte, u. a. unter dem Slogan „der Jahresanfang – Giertychs Ende“. Auch Jahre später wurde noch an die Parole „den Giertych in den Sack und den Sack in den See“ (Giertych do wora, a wór do jeziora) erinnert.
Am 6. Juni 2006 entließ Giertych den Leiter des Zentrums für Lehrerfortbildung (Centralny Ośrodek Doskonalenia Nauczycieli, CODN) Mirosław Sielatycki. Als Grund für diese Entscheidung führte er das durch CODN herausgegebene Lehrerhandbuch Kompass – Handbuch zur Menschenrechtsbildung für die schulische und außerschulische Bildungsarbeit an, das 2002 auf Anregung des Europarats erstellt, anschließend in 19 Sprachen übersetzt und sukzessive eingeführt wurde. Giertych sah das Buch als Werkzeug zur „Förderung von Homosexualität“, da es einen Passus zum Umgang mit Geschlechtsidentitäten enthielt. Gegen die Entlassung protestierten u. a. die Mitarbeiter von CODN, die Polnische Bücherkammer (Polska Izba Książki), Amnesty International und der Generalsekretär des Europarats Terry Davis.
Giertych führte die obligatorische Abiturprüfung in Mathematik wieder ein. Dagegen verkündete er am 15. Juli 2006 eine sogenannte „Abitur-Amnestie“ (unter bestimmten Mindestvoraussetzungen) für Schüler, die die Abiturprüfung im selben Jahr nicht bestanden hatten. Dadurch kamen sie in den Genuss der Hochschulzugangsberechtigung. Am 2. Oktober 2006 focht der Bürgerrechtsbeauftragte diese Verordnung beim Verfassungsgerichtshof an, der sie am 16. Januar 2007 für verfassungswidrig befand. Allerdings sollte die Verordnung erst 12 Monate nach dem Urteil auslaufen, womit in 53.000 Fällen eine auf diesem Wege erlangte Hochschulreife gültig blieb.
Im Jahre 2006 wurde ihm vom damaligen Verteidigungsminister Radosław Sikorski die Silbermedaille „Für Verdienste um die Verteidigungsbereitschaft des Landes“ verliehen, wie erst 2009 bekannt wurde.
Vonseiten israelischer Vertreter und Ex-Außenminister Władysław Bartoszewski wurde Giertychs Teilnahme an einer Gedenkveranstaltung in Jedwabne am 10. Juli 2006 abgelehnt. Der damalige Botschafter Israels David Peleg betonte, dass sich dies auf seine Rolle als Vorsitzender einer mit Antisemiten durchsetzen Partei bezog, nicht auf ihn selbst. So war die Teilnahme parteiintern umstritten. Giertych gab der Jerusalem Post ein Interview und bezog sich später häufiger darauf. Er stilisierte sich zum seriösen Patrioten, dem es um eine dauerhafte Verständigung mit Juden gehe. Antisemit sei er nie gewesen, da dies dem Katholizismus widerspreche.
Am 3. November 2006 präsentierte der Minister während einer Pressekonferenz im Danziger Gymnasium Nr. 2 ein Programm, mit dem der Gewalt und Aggression in den polnischen Schulen ein Ende gesetzt werden sollte. Dank der Einführung durch Giertych des Programms Null Toleranz bei Gewalt in den Schulen konnte den polizeilichen Statistiken zufolge die Kriminalität in den Schulen um 27 % reduziert werden.
Im Herbst 2006 kündigte Giertych an, dass im Rahmen des Programms Null Toleranz bei Gewalt in den Schulen die Schuldirektoren über die Einführung von Schuluniformen entscheiden werden. In der Verordnung vom 9. Februar 2007 über die Rahmensatzungen der öffentlichen Kindergärten und der öffentlichen Schulen war lediglich von einem „ordentlichen Erscheinungsbild“ und einer „passenden Kleidung“ die Rede, jedoch schlug die am Gesetz arbeitende Sejm-Kommission verpflichtende Schuluniformen vor. Der Änderungsantrag der Kommission wurde vom Sejm zurückgewiesen; dieser wurde erst vom Senat angenommen. Gemäß dem novellierten Gesetz über das Bildungssystem vom 11. April 2007 sollte in allen Grundschulen und Gymnasien (gimnazjum entspr. Realschule) eine „einheitliche Kleidung“ gelten. In den Oberstufenschulen Technikum und Lyzeum sollten dagegen die Schuldirektoren über die Einführung von Schuluniformen entscheiden.
Anfang 2007 drohte Giertych mit seinem Rücktritt, wenn nicht 500 Mio. Złoty an zusätzlichen Haushaltsmitteln für eine Erhöhung der Lehrergehälter bereitgestellt würden.
Während des informellen Treffens der Bildungsminister aus Mitgliedstaaten der Europäischen Union am 1. März 2007 schlug Giertych die Einführung einer europäischen Großen Charta der Völkerrechte vor, die u. a. das Verbot der Abtreibung und das Verbot der „homosexuellen Propaganda“ für ganz Europa enthalten sollte. Nach diesen Worten wurde dem Minister Homophobie vorgeworfen. Zugleich deutete Giertych in derselben Rede darauf hin, dass sich in seinem Standpunkt auch die Meinung der gesamten polnischen Regierung widerspiegelt, was dann vom Regierungssprecher Jan Dziedziczak am 2. März verneint wurde. Im Mai stellte Giertych ein nationales Projekt gegen „homosexuelle Propaganda“ an Schulen vor und verglich diese mit der Verbreitung der Ideen von Kommunismus und Faschismus.

### Politik seit 2007
Am 13. August 2007 wurde er nach dem Zusammenbruch der Regierungskoalition vom Ministeramt abberufen. Nach der Niederlage in der vorzeitigen Parlamentswahl (er erhielt nur 6394 Stimmen im Wahlkreis Lublin und die LPR gewann keine Mandate), legte Giertych am 24. Oktober 2007 den Parteivorsitz nieder und kündigte zunächst sein Ausscheiden aus der Politik an. Vor der Europawahl im Jahre 2009 arbeitete er mit der Partei Libertas Polska zusammen. Später verzichtete er auf seine Mitgliedschaft bei der LPR; fast alle seiner politischen Weggefährten hatten sich anderen Gruppierungen angeschlossen, so etwa Krzysztof Bosak. Giertych erklärte danach mehrfach, bei der Parlamentswahl für die Bürgerplattform (PO) abzustimmen. Im Februar 2013 gründete er zusammen mit den ehemaligen PiS-Kadern Kazimierz Marcinkiewicz, Michał Kamiński und anderen das Think-Tank Instytut Myśli Państwowej und übernahm dessen Vorsitz. Bei der Parlamentswahl 2015 kandidierte er erfolglos als Parteiloser (mit Unterstützung von u. a. einigen Vertretern der Bürgerplattform) für den Senat im Wahlkreis Nr. 41 und verlor dabei gegen Konstanty Radziwiłł von PiS. In der Präsidentschaftswahl 2020 unterstützte er Szymon Hołownia und war bei seiner Wahlabendveranstaltung zu Gast. Als er Ende 2020 seine dauerhafte Rückkehr in die Politik verkündete und angab, sich um ein Mandat im Senat bemühen zu wollen, verband er dies mit der Forderung nach einem Parteiverbot von PiS. Seine politische Tätigkeit im Umfeld der Bürgerplattform war wegen seiner Vergangenheit als nationalistischer Aktivist und Politiker intern umstritten. Auch auf Druck möglicher Koalitionspartner von der Linken kam es 2023 nicht zu einer Senatskandidatur Giertychs. Für Giertych verwandte sich der Herausgeber der liberalen Gazeta Wyborcza Adam Michnik, ein früherer Gegner. Dagegen warnte der jüngere Schriftsteller Jacek Dehnel vor Giertych.
Bei den Parlamentswahlen 2023 wurde er als Listenkandidat der Koalicja Obywatelska, der er bis Mitte 2025 nicht angehörte, im Raum Kielce in den Sejm gewählt. Giertych enthielt sich bei der Abstimmung über die vor allem von der Neuen Linken geforderten Lockerung des unter Zjednoczona Prawica verschärften Abtreibungsrechts. Diese Lockerung war Teil des Koalitionsvertrages, der zur Bildung des Kabinetts Tusk III führte. Er wurde kurzzeitig von seinen Rechten als KO-Fraktionsmitglied suspendiert. Giertych ist für seine intensive Nutzung der Plattform X und dortige Auseinandersetzungen mit politischen Gegnern und Journalisten bekannt. Bei den Vorwahlen zur Präsidentschaftskandidatur der KO unterstützte er Radosław Sikorski. Da er damals noch nicht Mitglied in der Partei war, verfasste er einen offenen Brief an die Abstimmungsberechtigten.
Obwohl Giertych rechtskonservative Positionen bezieht, ist er entschiedener Befürworter und einer der aktivsten Protagonisten einer sogenannten „Abrechnung“ (rozliczenie) mit den Affären aus der Regierungszeit der Zjednoczona Prawica und der von ihm bekämpften PiS. Dabei sitzt er einer Arbeitsgruppe der KO-Fraktion vor, die unabhängig von Untersuchungskommissionen des Parlaments, der Justiz oder dem Rechnungshof agiert, laut Medien aber mit diesen in engem Kontakt stehen und als Taktgeber wirken soll. Sie arbeitet auch mit Whistleblowern (sygnaliści) zusammen. Ferner gilt der Investigativjournalist Jan Piński aus dem Umfeld der Konfederacja als Giertych nahestehend. Gemeinsam mit ihm betreibt Giertych eine Kampagne, die Unregelmäßigkeiten bei der Präsidentschaftswahl 2025 moniert. Diese ist innerhalb von Bürgerplattform (PO) bzw. Bürgerkoalition (KO) umstritten. Giertych stellte im Internet standardisierte Formulare für die sog. individuelle Wahlbeschwerde zur Verfügung. Zahlreiche Nutzer versäumten aber, die eigene Personenidentifikationsnummer PESEL oder einen Beschwerdegrund einzutragen. In ersterem Fall blieb Giertychs PESEL als Beispiel stehen (sog. Giertychówki). Deren genaue Zahl war umstritten. Am 24. Juni bezog Generalstaatsanwalt (zugleich Justizminister) Adam Bodnar zu etwa 200 der über 300 vom Obersten Gericht überwiesenen Beschwerden Stellung, darunter eine Roman Giertychs. Drei von fünf Vorwürfen des Politikers sollten geprüft werden. Für negatives Aufsehen sorgte ein Auftritt Giertychs in der Sendung von Monika Olejnik bei TVN. Giertych behauptete hier, die rechtsradikalen Aktivisten Wojciech Olszański (Pseudonym "Jaszczur") und Marcin Osadowski (Ps. "Ludwiczek") hätten die Mehrzahl der 1500 lokalen Wahlkommissionen mit ihren Gesinnungsgenossen durchsetzt. Dies wird als umso ungewöhnlicher beurteilt, als dass er im Herbst 2023 erklärt hatte, eine "physische Wahlfälschung" sei in Polen unmöglich. Die Politologen Rafał Chwedoruk und Antoni Dudek bezeichneten ihn im Juni 2025 als "Macierewicz der Regierung". Die beiden Ultranationalisten "Jaszczur" und "Ludwiczek" sitzen seit Anfang Juni (wie früher bereits mehrfach) wegen zahlreicher Fälle von Hatespeech und mutmaßlicher Finanzvergehen in Untersuchungshaft.
Früher Apologet, zählt Giertych heute zu den Gegnern des rechtskatholischen Radio Maryja, dem er 2024 die Sendelizenz entziehen wollte. Giertych steht seit langer Zeit in dem Ruf, Mitglied von Opus Dei zu sein, hat dies aber nicht bestätigt. Mehrere seiner Kinder besuchten Schulen der Organisation; darüber soll ein Kontakt zur Familie von Radosław Sikorski zustande gekommen sein. Nach dem Urteil eines US-amerikanischen Publizisten hatte er um 2006 den nichtzölibatären Rang eines Supernumerarius inne. Er spendete mehrfach größere Summen an die Personalprälatur, aber auch an jüdische Gemeinden. Einigen diente er auch als Rechtsbeistand.

### Anwalt
Nach seinem Ausscheiden aus dem Parlament 2007 brach Giertych mit der etablierten Rechten und arbeitete wieder als Anwalt. Seine oft öffentlichkeitswirksamen Mandate wurden als Rückkehroption auf die politische Bühne aufgefasst.
Er vertrat den Unternehmer Ryszard Krauze, dem 2007 in einer Sendung auf TVP Beziehungen zum organisierten Kriminalität unterstellt wurden. Der öffentliche Sender sowie die Investigativjournalistin Anita Gargas mussten sich bei Krauze entschuldigen. Er betrieb außerdem Radosław Sikorskis erfolgreiche Klage gegen den Herausgeber des Magazins Wprost wegen der Freischaltung beleidigender Nutzerkommentare in dessen Online-Forum. 2017 konnte er vor dem Obersten Gericht Polens ein Präzedenzurteil bezüglich der presserechtlichen Haftung von Herausgebern für Kommentare erwirken. Ferner schloss Giertych im März 2011 den ersten Vergleich zum Flugunfall von Smolensk 2010. Die Ehefrau eines zu Tode gekommenen Funktionärs des Regierungsschutzbüros (Biuro Ochrony Rządu) erhielt von der Staatskasse eine Entschädigung in Höhe von 250 Tsd. Złoty. Roman Giertych war auch Prozessbevollmächtigter der Hinterbliebenen der Schauspielerin Anna Przybylska, die wegen der Verletzung von Persönlichkeitsrechten gegen den Herausgeber des Boulevardportals Pudelek.pl geklagt hatten. Er vertrat zunächst die erste Ehefrau von Janusz Palikot in deren Scheidungsprozess, was zu starker Medienresonanz führte. Palikot forderte ein Berufsverbot für den Anwalt.
Als Anwalt und Bevollmächtigter vertrat er auch Donald Tusk und dessen Kinder. Er war u. a. Anwalt von Michał Tusk in dem erfolgreichen Prozess gegen die Boulevardzeitung Fakt sowie in einem Verfahren gegen Sachbeschädigung. Für Katarzyna Tusk klagte er zweitinstanzlich mit Erfolg gegen die Fakt, die ein Entschuldigungsschreiben veröffentlichen musste. Giertych vertrat Donald Tusk in der Causa Amber Gold sowohl vor Gericht als auch vor einer parlamentarischen Untersuchungskommission.
Wegen Persönlichkeitsrechtsverletzung klagte er erfolgreich gegen den Rechtspolitiker Patryk Jaki. Giertych vertrat außerdem den österreichischen Bauunternehmer Gerald Birgfellner im Rechtsstreit um die Zweckgesellschaft Srebrna und in dem daran anschließenden Zivilprozess mit Jarosław Kaczyński. Streitgegenstand war der Neubau eines Bürohochhauses, in dem sich auch die PiS-Parteizentrale hätte befinden sollen. Giertych soll, wie im Rahmen der Abhör-Affäre von 2014 bekannt wurde, versucht haben, kompromittierende Dokumente zu Jan Kulczyk und die Rechte an dessen Biographie zu erwerben. Nach eigener Aussage sollte er im Auftrag Kulczyks die Veröffentlichung unterbinden. Die Zeitung Wprost hatte ihm zuvor vorgeworfen, Kompromate gegen mehrere reiche Geschäftsleute zu sammeln. Den Unternehmer Leszek Czarnecki vertrat Giertych im Verfahren um eine Affäre in der polnischen Finanzaufsichtskommission. Er trat auch mit einer Offerte für eine Sammelklage von Geschädigten in Sachen Collegium Humanum hervor.
Mitte Juli 2025 eröffnete die Warschauer Disziplinarkammer eine Untersuchung gegen Giertych. Ihm wird vorgeworfen, andere Anwälte zur Abgabe öffentlichkeitswirksamer Mandate zu nötigen. Um an prozessrelevante Dokumente zu kommen, soll er sich gegenüber Dritten fälschlicherweise als Verteidiger ausgegeben haben. Bei den Verdächtigen handelt es sich u. a. um zwei YouTuber, denen illegaler Lotteriebetrieb vorgeworfen wird. Vermutlich warb ein Bekannter der beiden ohne deren Wissen Giertych und einen weiteren Prominentenanwalt an, allerdings war die maximale Zahl von Verteidigern in diesem Fall bereits ausgeschöpft. Kurze Zeit später verlor Giertych einen vielbeachteten Prozess. Sein Mandant, der einflussreiche Senator Stanisław Gawłowski (PO), wurde wegen Korruption und Geldwäsche erstinstanzlich zu fünf Jahren Haft verurteilt. Giertych hatte auf Freispruch plädiert. Gegen Giertychs früheren Versuch, das Verfahren zu politisieren, verwehrte sich das Gericht.

### Gerichtsverfahren
In einem Interview für die Tageszeitung Rzeczpospolita im März 2005 bezeichnete Giertych Adam Michnik als den „ehemaligen Partei-Apparatschik“, wofür gegen ihn ein Verfahren wegen Persönlichkeitsrechtsverletzung eingeleitet wurde. Im September 2007 wurde Giertych durch das Berufungsgericht Warschau rechtskräftig zu einer Entschuldigung verurteilt und musste 10.000 Złoty zugunsten der Behindertenhilfe zahlen. Als 2006 öffentlich bekannt wurde, dass der Solidarność-Aktivist Jacek Kuroń in der zweiten Hälfte der Achtzigerjahre politische Verhandlungen mit Vertretern des Sicherheitsdienstes Służba Bezpieczeństwa geführt hatte, bezichtigte Giertych ihn, die Ideale der Millionen von Mitgliedern der Solidarność verraten zu haben. Kurońs Hinterbliebene gingen gegen Giertychs Aussage vor; diesen traf 2009 erneut eine hohe Geldstrafe. Die Familien, die jeweils das linke und das rechte politische Lager repräsentieren, waren schon früher  verfeindet.
Giertych selbst gewann im Jahr 2009 einen Prozess gegen den Herausgeber der Tageszeitung Fakt um den Schutz seiner Persönlichkeitsrechte.
Aufgrund einer kritischen Einlassung Giertychs gegen den damaligen Justizminister Zbigniew Ziobro stellte der stellvertretende Generalstaatsanwalt Polens, Bogdan Święczkowski, beim zuständigen Disziplinargericht Ende 2016 einen Antrag gegen ihn. Dieses stellte das Verfahren im Jahr 2017 ein, was später vom stellv. Generalstaatsanwalt vor einer 2019 neu eingerichteten höheren Instanz angefochten wurde. Giertych bezeichnete dieses Verfahren als einen Versuch „der obersten Organe der Staatsanwaltschaft, die Rechtsanwälte einzuschüchtern“. Er führte dies auf seine Anwaltstätigkeit für Donald Tusk und den österreichischen Bauunternehmer Gerald Birgfellner zurück, der mit Kaczyński im Rechtsstreit lag. Im Februar 2020 wurde der Kassationsantrag gegen die Verfahrenseinstellung abgewiesen.

#### Polnord-Verfahren
Am 15. Oktober 2020 wurde Giertych bei sich zuhause, zeitgleich seinem langjährigen Klienten Ryszard Krauze und 11 weiteren Verdächtigen, durch das Zentrale Antikorruptionsbüro (CBA) festgenommen. Tags darauf wurde er bezichtigt, zwischen 2010 und 2014 aus der börsennotierten Immobilienentwicklungsgesellschaft Polnord vorwiegend mittels fiktiver Schuldforderungen ca. 92 Mio. Złoty (23 Millionen Euro) an andere Gesellschaften abgeführt zu haben. Die damals im Mitbesitz Krauzes befindliche Polnord stand dadurch am Rande der Insolvenz. Mittelbar Begünstigte seien die Verdächtigen, Geschädigte die übrigen Teilhaber von Polnord gewesen. Ein neuer Vorstand hatte dagegen 2017 Anzeige erstattet. Während der Hausdurchsuchung am Abend hatte Giertych, dessen Anwaltskanzlei ebenfalls durchsucht wurde, das Bewusstsein verloren und wurde ins Krankenhaus eingeliefert. Einige Quellen, darunter sein Anwalt, argumentierten bereits zum damaligen Zeitpunkt, dass die Vorwürfe nicht rechtswirksam erhoben werden konnten, da der Beschuldigte im Krankenhaus geschlafen habe. Die Staatsanwaltschaft verlautbarte nach einer ärztlichen Untersuchung Giertychs, er habe die Bewusstlosigkeit lediglich simuliert.
Im November 2020 hob das Bezirksgericht Posen die durch die Staatsanwaltschaft angeordneten Präventivmaßnahmen gegen Giertych auf, so die Suspendierung seiner Anwaltszulassung. Am 3. Dezember 2020 folgte das Gericht dann obiger Darstellung, dass die Vorwürfe wegen der Bewusstlosigkeit des Beschuldigten nicht rechtswirksam erhoben wurden. Am 18. Dezember 2020 erklärte das Gericht die Durchsuchung seines Hauses für unrechtmäßig, zumal der anwesende Staatsanwalt missachtet habe, dass die dortigen Unterlagen und sämtliche Passwörter seiner Kanzlei dem Anwaltsgeheimnis unterliegen. Im Januar beurteilte das Posener Gericht das Vorgehen der Staatsanwaltschaft gegen Giertych als in dieser Form unbegründet und unrechtmäßig. In der Presse wurde es teils als Akt politischer Repression bewertet.
Die Europäische Kommission wies in dem Bericht über die Rechtsstaatlichkeit in der Europäischen Union 2021 vom 20. Juli 2021 darauf hin, dass die polnische  Staatsanwaltschaft der polnischen Obersten Rechtsanwaltskammer zufolge aktivistisch gegen Verteidiger politischer Gegner vorgehe, so im Falle Giertychs. Die Parlamentarische Versammlung des Europarats forderte die EU in einer Erklärung vom 27. Juni 2022 auf, diesbezüglich keine Kompromisse bei der Rechtsstaatlichkeit einzugehen. Ebenfalls im März erschien ein neuer Bericht State of the Prosecution der Helsinki Foundation, der sich dieser Sichtweise anschloss.
Die Europäische Kommission veröffentlichte im Juli 2022 einen Bericht über den Zustand der Rechtsstaatlichkeit in Polen, der unterstrich, dass Giertychs Telefongespräche unter das Anwaltsgeheimnis fallen. Ende Dezember 2021 hatte Associated Press auf Grundlage eines Berichts der kanadischen Organisation Citizen Lab enthüllt, dass Giertychs Mobiltelefon mit dem Spähprogramm Pegasus 18 versehen war. Gegen die Weitergabe und Ausstrahlung von Ausschnitten mutmaßlich mittels Pegasus angefertigter Aufnahmen erstatteten im Juni 2025 sowohl Giertych, als auch das damals ermittelnde Zentrale Antikorruptionsbüro (CBA) Anzeige.
Einer von der Staatsanwaltschaft wegen hoher Schuldwahrscheinlichkeit geforderten vorläufigen Festnahme Giertychs stimmte das Gericht Lublin-West am 29. März 2022 nicht zu. Das Landgericht Lublin bestätigte die Entscheidung der unteren Instanz Ende April.
Giertych, der ein Anwesen in Italien besitzt, hielt sich in den vergangenen Jahren längere Zeit im Ausland auf, führte im Herbst 2023 keinen Präsenzwahlkampf und trat erst bei und nach seiner Vereidigung als Abgeordneter öffentlich auf. Sein Anwesen wurde aufgrund eines Amtshilfegesuchs des CBA von den Carabinieri durchsucht. Kritiker behaupteten, er habe sich der Staatsanwaltschaft entzogen, die ihm neue Vorwürfe machen wollte, und nach Immunität gestrebt.
Das Ermittlungsverfahren gegen Giertych sollte der Staatsanwaltschaft in Lublin zufolge 2025 noch andauern. Der Beschuldigte weigerte sich, auszusagen und sprach davon, dass die Staatsanwaltschaft undemokratisch sei. Das Strafverfahren gegen Giertych wurde Mitte Januar überraschend eingestellt, gegen 8 von ursprünglich 12 weitere Verdächtige lediglich aufgeschoben. Der mit dem Fall befasste Staatsanwalt Andrzej Markowski hatte 2024 keine Zweifel an der Stichhaltigkeit der Vorwürfe. Die plötzliche Verfahrenseinstellung sorgte daher unter Beobachtern für Kritik, da sich an der Sachlage nichts geändert habe – bis auf den Wechsel an der Spitze der zentralen Staatsanwaltschaft (prokuratura krajowa). Der Investigativjournalist Leszek Kraskowski gab kurz später unter Berufung auf interne Quellen ein nichtöffentliches Ermittlungsergebnis der oberen Finanzaufsichtsbehörde Generalny Inspektorat Informacji Finansowej bekannt, demzufolge Giertych aus Polnord abgeführte Gelder auf ein italienisches Konto seiner Ehefrau eingezahlt habe. Der langjährig für Giertych tätige Security-Unternehmer Sebastian J., zeitweise auch Vorstand einer Rechtsberatungs- und Dienstleitungsgesellschaft Giertychs, habe das Geld laut Kraskowski anschließend an ein Firmengeflecht weitergeleitet. Eine mit dem Fall seit September 2024 betraute Staatsanwältin, die sich gegen die Verfahrenseinstellung ausgesprochen hatte, wurde im Sommer 2025 zurück nach Breslau versetzt.
Ende Juni 2025 wurde die Einstellung des Verfahrens gegen Giertych rechtskräftig. Wie das Portal Wirtualna Polska berichtete, folgte diese individuelle Verfahrenseinstellung der Auffassung, Giertych habe in der Causa Polnord letztlich nur juristische Dienste ohne Wissen um die Verwendung der Geldmittel erbracht und den Transfer weder direkt noch mittelbar gesteuert. Polnord, heute im Mehrheitsbesitz einer ungarischen Immobiliengesellschaft, legte dagegen keinen fristgerechten Widerspruch ein. Nunmehr gilt neben Ryszard Krauze der erwähnte Personenschützer Sebastian J. als Haupttatverdächtiger, obwohl diesem selbst lediglich ein etwa einprozentiger Anteil der fraglichen Summe zuging. Zwei seiner  Scheinfirmen zeichneten unmittelbar nach Gründung einen Rechtsberatungskontrakt mit Giertych und handelten anschließend mit Schuldtiteln in Höhe von 70 Mio. Złoty. Im Bestand der Beweismittel gegen Sebastian J. finden sich u.a. auch die Verträge zwischen Giertychs Kanzlei und Polnord. 2012 zeichnete das Unternehmen etwa einen Vertrag über die Abtretung eigener Immobilien an die Kanzlei für die Vertretung vor einem Höchstgericht.

## Veröffentlichungen
- Kontrrewolucja młodych, Ad Astra, Warszawa 1994, ISBN 83-901684-1-3.
- Za błękitną kurtyną: polski wywiad na tropie masonów [Hinter dem blauen Vorhang: Der polnische Geheimdienst auf der Spur der Freimaurer], Fulmen-Poland, Warszawa 1996, ISBN 83-86445-08-4 (Roman Giertych bestreitet die Autorschaft, die ihm u.a. vom Journalisten Michał Karnowski zugeschrieben wurde; das Buch ist unter dem Pseudonym „Roman Bertowski“ erschienen.)[153]
- Lot orła, Fundacja „Nasza Przyszłość“, Szczecinek 2000, ISBN 83-88531-04-2.
- Możemy wygrać Polskę. Wybór felietonów z Radia Maryja 1997–1999, Ostoja, Krzeszowice 2001, ISBN 83-88020-52-8.
- Między prawem a polityką, Wydawnictwo Debiuty, Poznań 2013, ISBN 978-83-928036-8-3.
- Kronika dobrej zmiany, Eco Redonum, Warszawa 2017, ISBN 978-83-949561-0-3.
- W obronie Konstytucji, Eco Redonum, Warszawa 2018, ISBN 978-83-949561-1-0.
- Kronika podłej zmiany, Eco Redonum, Warszawa 2019, ISBN 978-83-949561-2-7.
- Kariera Prokuratora Żółcia, Eco Redonum, Warszawa 2020, ISBN 978-83-949561-4-1.

## Einzelbelege
1. ↑  Polsat News: "Wstępuję do Platformy Obywatelskiej". Roman Giertych ogłosił decyzję. 5. Juni 2025, abgerufen am 9. Juni 2025 (polnisch).
2. ↑  Franciszek, Jędrzej, Maciej, Roman... Giertychowie, czyli rodzina politycznie zakorzeniona. In: Portal i.pl. 10. November 2017 (polnisch, i.pl [abgerufen am 27. November 2024]).
3. ↑  Kim jest Barbara Giertych? Roman Giertych prywatnie. Abgerufen am 27. November 2024 (polnisch).
4. 1 2 3  Joanna Cieśla, Jakub Stachowiak: Roman Giertych – zrobi wszystko, żeby nie wypaść z obiegu. 19. August 2008, abgerufen am 27. November 2024 (polnisch).
5. 1 2  Echo Katolickie » Wam, obywatelu, się ustrój nie podoba! Abgerufen am 27. November 2024.
6. ↑  FOCUS online: Trio Infernale an der Spitze. In: FOCUS online. (focus.de [abgerufen am 27. Juli 2025]).
7. ↑  Państwowa Komisja Wyborcza: Wybory Parlamentarne 2001. Abgerufen am 27. November 2024.
8. ↑  Grupa Wirtualna Polska: Komisja śledcza ds. PKN Orlen zakończyła prace. 20. September 2005, abgerufen am 27. Juli 2025 (polnisch).
9. 1 2 3 4  Giertych, czyli wytrych do polskiej polityki | Tygodnik Powszechny. 24. Mai 2024, abgerufen am 27. November 2024 (polnisch).
10. ↑  Grupa Wirtualna Polska: Giertych: Miodowicz byłby ukarany, gdyby nie zgłosił Jaruckiej. 25. Januar 2007, abgerufen am 27. Juli 2025 (polnisch).
11. ↑  Grupa Wirtualna Polska: Giertych: ABW bezprawnie przeszukała mieszkanie Jaruckiej. 12. August 2005, abgerufen am 27. Juli 2025 (polnisch).
12. ↑  Wyborcza.pl. Abgerufen am 1. Dezember 2024.
13. ↑  Posłowie na Sejm RP V kadencji 2005 - 2007: Roman Giertych. Abgerufen am 24. November 2024.
14. ↑  Przynależność do komisji i podkomisji: Roman Giertych. Abgerufen am 24. November 2024.
15. ↑  Henrik John Hohl: Stoppt die Pädophilen - Die Warschauer „Parade der Gleichheit“ offenbart, dass viele Polen noch nicht in der EU angekommen sind. In: focus.online. 10. Juni 2006, abgerufen am 27. Juli 2025.
16. ↑  Polen: Nationalisten wollen Rechte der deutschen Minderheit streichen. In: Der Spiegel. 8. September 2006, ISSN 2195-1349 (spiegel.de [abgerufen am 27. November 2024]).
17. ↑  Grupa Wirtualna Polska: Giertych: "becikowe" od stycznia. 16. November 2005, abgerufen am 27. Juli 2025 (polnisch).
18. ↑  Akcja zbierania podpisów pod apelem o odwołanie Romana Giertycha ze stanowiska Ministra Edukacji. 18. Februar 2012, archiviert vom Original; abgerufen am 3. August 2021 (polnisch).
19. ↑  Roman Giertych musi odejść - Archiwum Rzeczpospolitej. Abgerufen am 23. November 2024.
20. 1 2  Malwina Dziedzic: Roman Giertych ewoluuje, ale czy ułatwi mu to powrót do polityki? 27. November 2018, abgerufen am 23. November 2024 (polnisch).
21. ↑  Roman Giertych: "pracownik TVP wzywa do zamordowania mnie". Zgłaszam sprawę do prokuratury. Abgerufen am 23. November 2024 (polnisch).
22. ↑  Giertych do wora … Abgerufen am 23. November 2024 (polnisch).
23. ↑  Grupa Wirtualna Polska: Uczniowie protestują przeciw Romanowi Giertychowi. 13. Juni 2006, abgerufen am 27. Juli 2025 (polnisch).
24. ↑  Rada Europy przeciw decyzji Giertycha. Abgerufen am 3. August 2021 (polnisch).
25. ↑  Wirtualna Polska Media S.A: Giertych: obowiązkowa matematyka od 2010 r. 21. Februar 2007, abgerufen am 3. August 2021 (polnisch).
26. ↑  https://trybunal.gov.pl/fileadmin/content/omowienia/U_5_06_PL.pdf
27. ↑  Rafał Przedmojski: Sikorski odznaczył Giertycha. 2. Januar 2009, abgerufen am 27. November 2024 (polnisch).
28. ↑  World Jewish Congress: World Jewish Congress. Abgerufen am 25. November 2024 (englisch).
29. ↑  Giertych talks about decision to attend Holocaust memorial. 14. Juli 2006, abgerufen am 3. Dezember 2024 (englisch).
30. ↑  Giertych: Nigdy nie byłem antysemitą, ale pochodzę ze środowiska, w którym ich nie brakowało. 10. Juli 2021, abgerufen am 27. November 2024 (polnisch).
31. ↑  MEN - Aby Polska była wolna od przemocy. 25. Dezember 2007, archiviert vom Original; abgerufen am 3. August 2021 (polnisch).
32. ↑  Redakcja: Roman Giertych: Polska szkoła to chaos i przemoc. 29. September 2012, archiviert vom Original (nicht mehr online verfügbar); abgerufen am 3. August 2021 (polnisch).
33. ↑  Wirtualna Polska Media S.A: Sejm: mundurki obowiązkowe w podstawówce i gimnazjum. 11. April 2007, abgerufen am 3. August 2021 (polnisch).
34. ↑  Grupa Wirtualna Polska: Giertych nie poda się do dymisji. 8. Januar 2007, abgerufen am 27. Juli 2025 (polnisch).
35. ↑  Tekst wystąpienia Romana Giertycha w Heidelbergu. 16. Juli 2012, archiviert vom Original; abgerufen am 3. August 2021 (polnisch).
36. ↑  Europa: Schwulenhatz und Kulturkampf - Eklat um polnische Politikerfamilie. In: Der Spiegel. 1. März 2007, ISSN 2195-1349 (spiegel.de [abgerufen am 27. November 2024]).
37. ↑  Giertych: Homoseksualiści jak faszyści. Abgerufen am 4. Dezember 2024 (polnisch).
38. 1 2  Liga Polskich Rodzin - bolesny upadek ugrupowania, które kiedyś współrządziło Polską. In: Portal i.pl. 11. Juli 2014 (i.pl [abgerufen am 27. Juli 2025]).
39. ↑  Giertych zna Ganleya i doradza Libertas – Wiadomości – WP.PL. 27. Oktober 2016, archiviert vom Original; abgerufen am 3. August 2021 (polnisch).
40. ↑  Giertych: od lat głosuję na PO. 27. Mai 2013, abgerufen am 3. August 2021 (polnisch).
41. ↑  Think tank Niesiołowskiego, Giertycha, Marcinkiewicza. Polacy zaczną … 3. Mai 2013, archiviert vom Original; abgerufen am 3. August 2021 (polnisch).
42. ↑  Wybory parlamentarne 2015 Warszawa. Roman Giertych ma poparcie senatora PO, którego chce zastąpić. Wyborcza.pl, abgerufen am 3. August 2021.
43. ↑  PKW | Wybory do Sejmu RP i Senatu RP. Abgerufen am 3. August 2021.
44. ↑  Giertych: Jeśli Duda wygra Konfederacja może przestać istnieć. Abgerufen am 3. August 2021 (polnisch).
45. ↑  Giertych: Chcę wrócić do polityki. Myślę o starcie do Senatu. 4. Dezember 2020, abgerufen am 24. November 2024 (polnisch).
46. ↑  Polen: Abtreibungsgegner auf bürgerlicher Liste sorgt für Empörung. In: www.euractiv.de. 29. August 2023 (euractiv.de [abgerufen am 27. Juli 2025]).
47. ↑  Roman Giertych ostatecznie rezygnuje ze startu w wyborach do Senatu. Abgerufen am 25. November 2024 (polnisch).
48. ↑  Nie chcą Romana Giertycha w Senacie. Lewica oprotestowała kandydaturę adwokata. In: Rzeczpospolita. (polnisch, rp.pl [abgerufen am 27. Juli 2025]).
49. ↑  Wyborcza.pl. Abgerufen am 25. November 2024.
50. ↑  Roman Giertych - wybory 2023: kandydat na posła - okręg nr 33 (Kielce). Abgerufen am 1. November 2023 (polnisch).
51. ↑  Wyniki wyborów 2023. W nowym Sejmie ponad 100 posłów-debiutantów. Donald Tusk i Roman Giertych wracają po latach na Wiejską. Abgerufen am 1. November 2023 (polnisch).
52. ↑  Giertych: karę przyjmuję z pokorą, ale nie mogłem zagłosować za tak niechlujnym projektem. Abgerufen am 23. November 2024.
53. ↑  To Giertych decyduje, co myśli wyborca PO [Wywiady Sroczyńskiego]. 1. Oktober 2024, abgerufen am 23. November 2024 (polnisch).
54. ↑  Michał Kaźmierczak: Giertych kontra Stanowski. Spór o Radosława Sikorskiego rozgrzewa media społecznościowe. 21. November 2024, abgerufen am 23. November 2024 (polnisch).
55. ↑  "Bądźcie sprawcami niespodzianki". Giertych wystosował specjalny list do ludzi z KO. Abgerufen am 23. November 2024 (polnisch).
56. ↑  Michał Szułdrzyński: Roman Giertych jest ciałem obcym, salon nigdy go nie przyjmie. Abgerufen am 23. November 2024 (polnisch).
57. ↑  Roman Giertych chce przyspieszenia rozliczania PiS. 25. Juni 2024, abgerufen am 23. November 2024 (polnisch).
58. ↑  Giertych zapowiada rozliczenia PiS. „Zapadły trzy ustalenia”. Abgerufen am 23. November 2024 (polnisch).
59. ↑  Michał Szułdrzyński: Roman Giertych ratuje koalicję. Znowu. Abgerufen am 25. November 2024 (polnisch).
60. ↑  Giertych chce przyspieszyć rozliczanie PiS-u. Przedstawił swój plan. 25. Juni 2024, abgerufen am 24. November 2024 (polnisch).
61. ↑  Roman Giertych o sygnaliście: Powiedział prawdę, więc jest na wakacjach, a nie w areszcie. Abgerufen am 24. November 2024 (polnisch).
62. ↑  "Sejmowe ramię rządu". R. Giertych ma dosięgnąć prezesa PiS. Abgerufen am 24. November 2024 (polnisch).
63. ↑  "Interesuje mnie jeb***e PiS". Opublikowano rozmowę z "dziennikarzem Giertycha". 24. Januar 2025, abgerufen am 28. Januar 2025 (polnisch).
64. ↑  Grupa Wirtualna Polska: Nawet w KO dystansują się od Giertycha. "Nie wyraża stanowiska klubu i partii". In: WP Wiadomości. 25. Juni 2025 (wp.pl [abgerufen am 26. Juni 2025]).
65. ↑  "Giertychówki", PESEL posła i dwugłos w Sądzie Najwyższym. Co wiemy. 26. Juni 2025, abgerufen am 27. Juni 2025 (polnisch).
66. ↑  Protest Romana Giertycha. Prokurator generalny chce weryfikacji trzech zarzutów. 24. Juni 2025, abgerufen am 27. Juni 2025 (polnisch).
67. ↑  Grupa Wirtualna Polska: Żukowska o "szaleństwie" Giertycha. Zwróciła się do Tuska. In: WP Wiadomości. 26. Juni 2025 (wp.pl [abgerufen am 29. Juni 2025]).
68. ↑  Fala komentarzy po słowach Romana Giertycha. Kpiny z posła KO. 26. Juni 2025, abgerufen am 29. Juni 2025 (polnisch).
69. ↑  Grupa Wirtualna Polska: Giertych obwieścił, kto przejął komisje wyborcze. Lawina komentarzy. In: WP Wiadomości. 26. Juni 2025 (wp.pl [abgerufen am 29. Juni 2025]).
70. ↑  Grupa Wirtualna Polska: "Giertych Macierewiczem Tuska". Eksperci dla WP: To dziś główny głos koalicji. 27. Juni 2025, abgerufen am 27. Juli 2025 (polnisch).
71. ↑  Zatrzymano prawicowych patostreamerów. Kim są „Jaszczur" i „Ludwiczek"? Abgerufen am 2. Juli 2025 (polnisch).
72. ↑  Wyborcza.pl. Abgerufen am 23. November 2024.
73. ↑  Politiker fordert Entzug der Sendelizenz für Radio Maryja - Deutsche Redaktion. Abgerufen am 27. November 2024 (polnisch).
74. ↑  Wyborcza.pl. Abgerufen am 19. August 2025.
75. ↑  Jak Giertych został przyjacielem Sikorskiego. In: Rzeczpospolita. (rp.pl [abgerufen am 19. August 2025]).
76. ↑  Czy Giertych jest w Opus Dei - Archiwum Rzeczpospolitej. Abgerufen am 19. August 2025.
77. ↑  Jakub Korus: Gęsta sieć placówek Opus Dei oplata Polskę. To gigantyczny majątek i wielka siła. 28. April 2025, abgerufen am 19. August 2025 (polnisch).
78. ↑  Telewizja Polska S.A: Postanowieniem sądu chasydzka fundacja może wrócić do synagogi Izaaka. Abgerufen am 19. August 2025 (polnisch).
79. ↑  Wyborcza.pl. Abgerufen am 19. August 2025.
80. ↑  Roman Giertych. Wszystkie twarze mecenasa, który walczy w okręgu z Jarosławem Kaczyńskim. Abgerufen am 23. November 2024 (polnisch).
81. ↑  Polityczny plan mecenasa Giertycha. "Za dziesięć lat wciąż będzie młody, a Kaczyński będzie miał 80 lat". 19. April 2017, abgerufen am 27. Juli 2025 (polnisch).
82. ↑  TVP i Anita Gargas muszą przeprosić Ryszarda Krauzego. Abgerufen am 3. August 2021 (polnisch).
83. ↑  Wprost przeprosi Sikorskiego. Ugoda w procesie Wprost – Sikorski – Wiadomości – Newsweek.pl. 14. März 2012, archiviert vom Original (nicht mehr online verfügbar); abgerufen am 3. August 2021.
84. ↑  Wyborcza.pl. Abgerufen am 3. August 2021.
85. ↑  Giertych wygrał sprawę o hejterskie komentarze. Wyrok może zrewolucjonizować polski internet. Abgerufen am 3. August 2021.
86. ↑  Pierwsza ugoda po katastrofie smoleńskiej. Abgerufen am 3. August 2021 (polnisch).
87. ↑  Pudelek.pl po wyroku sądowym wypłaci 300 tys. zł zadośćuczynienia rodzinie Anny Przybylskiej. Abgerufen am 3. August 2021 (polnisch).
88. ↑  Giertych nie podzieli majątku Palikotów. 26. August 2009, abgerufen am 24. November 2024 (polnisch).
89. ↑  Grupa Wirtualna Polska: Palikot: Pozbawić Giertycha prawa wykonywania zawodu. 29. Mai 2009, abgerufen am 27. Juli 2025 (polnisch).
90. ↑  Kamieniem w dom Michała Tuska. Roman Giertych o działaniach prokuratury: Hańba! 27. Januar 2018, abgerufen am 3. August 2021 (polnisch).
91. ↑  Katarzyna Tusk wygrała w sądzie z Fakt24.pl. Abgerufen am 3. August 2021 (polnisch).
92. ↑  Przesłuchanie Donalda Tuska przed komisją ds. Amber Gold. Wyborcza.pl, abgerufen am 3. August 2021.
93. ↑  deutschlandfunk.de: Finanzkrise - Donald Tusk gerät in Bedrängnis. 21. Juni 2017, abgerufen am 24. Januar 2025.
94. ↑  Patryk Jaki przeprasza Donalda Tuska. Wyborcza.pl, abgerufen am 3. August 2021.
95. ↑  Giertych: wystąpimy z pozwem cywilnym przeciwko spółce Srebrna i Kaczyńskiemu. Abgerufen am 26. Januar 2025 (polnisch).
96. ↑  Grupa Wirtualna Polska: Afera Srebrnej. Archiviert vom Original am 26. September 2022; abgerufen am 26. Januar 2025 (polnisch).
97. ↑  Taśmy Kaczyńskiego. Gerald Birgfellner na celowniku prokuratury. Wyborcza.pl, abgerufen am 3. August 2021.
98. ↑  po/PAP: Afera taśmowa: Nagrano też Giertycha. 5. Juli 2014, abgerufen am 26. Juli 2025 (polnisch).
99. ↑  Nowe taśmy "Wprost" o propozycji Romana Giertycha. In: Rzeczpospolita. (rp.pl [abgerufen am 26. Juli 2025]).
100. ↑  Nowe taśmy "Wprost": Giertych chciał wymuszać pieniądze od Kulczyka? 7. Juli 2014, abgerufen am 26. Juli 2025 (polnisch).
101. ↑  Spokój za 40 mln. Bankier Leszek Czarnecki oskarża Komisję Nadzoru Finansowego. Abgerufen am 3. August 2021 (polnisch).
102. ↑  Afera KNF. Giertych składa zawiadomienie do prokuratury na Zdzisława Sokala. Wyborcza.pl, abgerufen am 3. August 2021.
103. ↑  Afera w Collegium Humanum pogrążyła nie tylko Jacka Sutryka — problem mają teraz także inni politycy z dyplomem uzyskanym na kontrowersyjnej uczelni. — To jest jakaś makabra, absurd po prostu. Chcemy wystąpić z pozwem — mówi "Faktowi" Witold... Abgerufen am 29. Mai 2025 (polnisch).
104. ↑  Szokujące kulisy sprawy Buddy. Giertych miał próbować ją przejąć. "Wprost im groził". 14. Juli 2025, abgerufen am 26. Juli 2025 (polnisch).
105. ↑  Giertych i sprawa "Buddy". Dyscyplinarna Izba Adwokacka bada sprawę. Abgerufen am 26. Juli 2025 (polnisch).
106. ↑  "Mówił, że będę skończony, jeśli nie odpuszczę". Giertych chciał przejąć sprawę "Buddy" - Wiadomości Radio ZET. 14. Juli 2025, abgerufen am 26. Juli 2025 (polnisch).
107. ↑  Radosław Plecan: Sąd: dowody były mocne. Stanisław Gawłowski skazany [WIDEO]. In: Telewizja Polska S.A. 31. Juli 2025, abgerufen am 5. August 2025 (polnisch).
108. ↑  Wyborcza.pl. Abgerufen am 5. August 2025.
109. ↑  https://www.rp.pl/polityka/art9973931-roman-giertych-bedzie-obronca-stanislawa-gawlowskiego-z-po
110. ↑  Sąd: Roman Giertych ma przeprosić Adama Michnika. Abgerufen am 3. August 2021 (polnisch).
111. ↑  Giertych nie przeprosi, bo Kuroń nie żyje. 5. Dezember 2009, abgerufen am 25. November 2024 (polnisch).
112. ↑  Grupa Wirtualna Polska: Giertych został pozwany przez rodzinę Jacka Kuronia. 18. April 2007, abgerufen am 27. Juli 2025 (polnisch).
113. ↑  Michał Krzymowski: Rodziny Giertychów i Kuroniów skłócone od 1907 roku. 30. Juni 2007, abgerufen am 25. November 2024 (polnisch).
114. ↑  Sergiusz Sachno: Giertych wygrał z Faktem. 5. Februar 2009, abgerufen am 3. August 2021 (polnisch).
115. ↑  Polsat News: "Mamy do czynienia z próbą zastraszania adwokatów". Giertych przed Izbą Dyscyplinarną SN – Polsat News. Abgerufen am 3. August 2021 (polnisch).
116. ↑  Bogdan Święczkowski: Kolejne zarzuty to kwestia czasu. Abgerufen am 24. November 2024 (polnisch).
117. ↑  Izba Dyscyplinarna SN oddaliła kasację prokuratora generalnego ws. Giertycha. 11. Februar 2020, abgerufen am 3. August 2021 (polnisch).
118. ↑  Giertych odniósł się do stawianych mu zarzutów. 25. Oktober 2020, abgerufen am 2. Februar 2025 (polnisch).
119. ↑  Krauze, Giertych i 92 miliony. Ujawniamy kulisy operacji CBA. 21. Oktober 2020, abgerufen am 5. Februar 2025 (polnisch).
120. 1 2  Roman Giertych znowu przed sądem. Prokurator chciał aresztu, jest decyzja. Abgerufen am 30. März 2022 (polnisch).
121. ↑  Karolina Kołodziejczyk: Roman Giertych w szpitalu. Prokuratura o "symulowaniu braku świadomości". 16. Oktober 2020, abgerufen am 3. August 2021 (polnisch).
122. ↑  Sąd: Roman Giertych może pracować jako adwokat. 17. November 2020, abgerufen am 3. August 2021 (polnisch).
123. ↑  Giertych nie jest podejrzanym. Sąd ostro o metodach prokuratury: Bezprawne i nieetyczne. Wyborcza.pl, abgerufen am 3. August 2021.
124. ↑  Czego szukali u Giertycha? Sąd znów wytyka prokuraturze błędy i każe oddać dokumenty z rewizji. Wyborcza.pl, abgerufen am 3. August 2021.
125. ↑  Sąd w Poznaniu: Zatrzymanie Giertycha niezasadne i nielegalne. 22. Januar 2021, abgerufen am 24. November 2024 (polnisch).
126. ↑  Monika Pronczuk, Marc Santora: Detention of Government Critic in Poland Raises Fears of a Crackdown. In: The New York Times. 16. Oktober 2020, ISSN 0362-4331 (nytimes.com [abgerufen am 5. August 2021]).
127. ↑  Komisja Europejska: sprawa Giertycha, „lex Obajtek“ i Agory jako przykłady łamania praworządności. Wyborcza.pl, abgerufen am 3. August 2021.
128. ↑  Parlamentarische Versammlung des Europarates: Europa darf keine Kompromisse in Bezug auf die Rechtsstaatlichkeit in Polen eingehen. Abgerufen am 13. Juli 2022.
129. ↑  Stan oskarżenia. Prokuratura w latach 2016–2022 – Nowy raport HFPC. In: Helsińska Fundacja Praw Człowieka. Archiviert vom Original (nicht mehr online verfügbar); abgerufen am 30. März 2022 (polnisch).
130. ↑  2022 Rule of Law Report - Country Chapter on the rule of law situation in Poland. (PDF; 611 KB) ec.europa.eu, 13. Juli 2022, S. 17, abgerufen am 28. August 2022 (englisch).
131. ↑  AP Exclusive: Polish opposition duo hacked with NSO spyware, auf apnews.com
132. ↑  'Polish Watergate': Warsaw accused of using Pegasus to spy on rivals. 5. Januar 2022, abgerufen am 8. Januar 2022 (englisch).
133. ↑  Pegasus-Affäre: Giertych und CBA erstatten Strafanzeigen - Deutsche Redaktion. Abgerufen am 27. Juni 2025 (polnisch).
134. ↑  Polish court sees no grounds to arrest prominent lawyer. 29. April 2022, abgerufen am 4. Mai 2022 (englisch).
135. ↑  Willa Romana Giertycha we Włoszech. Co o niej wiemy? 24. Oktober 2020, abgerufen am 23. November 2024 (polnisch).
136. ↑  Największy nieobecny kampanii wyborczej? W okręgu nie pojawił się ani razu. Abgerufen am 23. November 2024 (polnisch).
137. ↑  Grupa Wirtualna Polska: Roman Giertych pojawił się w Sejmie. Pokazał zdjęcie. 13. November 2023, abgerufen am 27. Juli 2025 (polnisch).
138. ↑  Przeszukanie w domu Giertycha we Włoszech. 23. Oktober 2020, abgerufen am 23. November 2024 (polnisch).
139. ↑  Prokuratura zamierza przedstawić nowe zarzuty Romanowi Giertychowi. Jakiej sprawy dotyczą? 6. September 2023, abgerufen am 25. November 2024 (polnisch).
140. ↑  Do Sejmu wchodzą parlamentarzyści z zarzutami prokuratorskimi. Abgerufen am 23. November 2024 (polnisch).
141. ↑  Czy poselski immunitet ochroni Romana Giertycha przed ściganiem prokuratury. Abgerufen am 23. November 2024 (polnisch).
142. ↑  Prokuratura nie odpuszcza. Mec. Giertych dalej ma status podejrzanego. Abgerufen am 23. November 2024 (polnisch).
143. ↑  Zarzuty wobec Romana Giertycha utrzymane. „Prokuratura nie dorosła do demokracji”. Abgerufen am 23. November 2024 (polnisch).
144. ↑  Krystian Winogrodzki: Roman Giertych nie może zostać zatrzymany. Prokuratura może wykonać jedną czynność. 4. Juli 2024, abgerufen am 17. November 2024 (polnisch).
145. ↑  Nowe informacje ws. Giertycha. Prokuratura chce przedłużyć śledztwo. 4. Juli 2024, abgerufen am 17. November 2024 (polnisch).
146. ↑  Prokuratura wycofała się z zarzutów wobec Romana Giertycha. Powody zaskakują. Abgerufen am 17. Januar 2025 (polnisch).
147. ↑  Wyborcza.pl. Abgerufen am 17. Januar 2025.
148. ↑  Izabela Kacprzak, Grażyna Zawadka: Roman Giertych teraz skorzysta na statusie podejrzanego, który tak wcześniej kwestionował. In: Rzeczpospolita. 20. Januar 2025 (polnisch, rp.pl [abgerufen am 27. Juli 2025]).
149. 1 2  Grupa Wirtualna Polska: Jak prokuratura umorzyła śledztwo ws. Romana Giertycha w aferze Polnordu. 24. Juni 2025, abgerufen am 27. Juli 2025 (polnisch).
150. ↑  Leszek Kraskowski: Odnalazły się pieniądze z Polnordu! Na włoskim koncie żony mecenasa Giertycha. In: Reporterzy.online. 22. Januar 2025, abgerufen am 26. Januar 2025 (polnisch).
151. ↑  Dziennikarze śledczy twierdzą, że odnaleźli "zaginione pieniądze z Polnordu" na koncie żony Giertycha. 24. Januar 2025, abgerufen am 26. Januar 2025 (polnisch).
152. ↑  Grupa Wirtualna Polska: Tracą stanowiska. Prokuratorzy od sprawy Giertycha odwoływani. 26. Juni 2025, abgerufen am 27. Juli 2025 (polnisch).
153. ↑  Redakcja: Piotrowski kontra Giertych. 13. Februar 2005, abgerufen am 27. Juli 2025 (polnisch).

Marek Kotlinowski |
Roman Giertych |
Sylwester Chruszcz (a.) |
Mirosław Orzechowski (a.) |
Wojciech Wierzejski (a.) |
Arnold Masin (a.) |
Mirosław Orzechowski (a.) |
Witold Bałażak
Kazimierz Marcinkiewicz |
Ludwik Dorn |
Anna Fotyga (ab 2006) |
Grażyna Gęsicka |
Roman Giertych (ab 2006) |
Wojciech Jasiński (ab 2006) |
Antoni Jaszczak (ab 2006) |
Anna Kalata (ab 2006) |
Andrzej Lepper (ab 2006) |
Tomasz Lipiec |
Jerzy Polaczek |
Zbigniew Religa |
Michał Seweryński |
Radosław Sikorski |
Jan Szyszko |
Kazimierz Michał Ujazdowski |
Zbigniew Wassermann |
Rafał Wiechecki (ab 2006) |
Paweł Wojciechowski (ab 2006) |
Piotr Woźniak |
Zbigniew Ziobro
Zyta Gilowska (2006) |
Krzysztof Jurgiel (2005–2006) |
Teresa Lubińska (2005–2006) |
Stefan Meller (2005–2006) |
Krzysztof Michałkiewicz (2005–2006) |
Andrzej Mikosz (2005–2006)
Jarosław Kaczyński |
Mirosław Barszcz (ab 2007) |
Mariusz Błaszczak (ab 2007) |
Anna Fotyga |
Grażyna Gęsicka |
Zyta Gilowska (ab 2006) |
Przemysław Gosiewski |
Marek Gróbarczyk (ab 2007) |
Elżbieta Jakubiak (ab 2007) |
Wojciech Jasiński |
Joanna Kluzik-Rostkowska (ab 2007) |
Ryszard Legutko (ab 2007) |
Jerzy Polaczek |
Zbigniew Religa |
Michał Seweryński |
Władysław Stasiak (ab 2007) |
Aleksander Szczygło (ab 2007) |
Jan Szyszko |
Kazimierz Michał Ujazdowski |
Zbigniew Wassermann |
Piotr Woźniak |
Zbigniew Ziobro
Ausgeschiedene:

Andrzej Aumiller (2006–2007) |
Ludwik Dorn (2006–2007) |
Roman Giertych (2006–2007) |
Antoni Jaszczak (2006) |
Janusz Kaczmarek (2007) |
Anna Kalata (2006–2007) |
Stanisław Kluza (2006) |
Andrzej Lepper (2006–2007) |
Tomasz Lipiec (2006–2007) |
Radosław Sikorski (2006–2007) |
Rafał Wiechecki (2006–2007)
| Personendaten    | Personendaten                                      |
| ---------------- | -------------------------------------------------- |
| NAME             | Giertych, Roman                                    |
| ALTERNATIVNAMEN  | Giertych, Roman Jacek (vollständiger Name)         |
| KURZBESCHREIBUNG | polnischer Jurist und Politiker, Mitglied des Sejm |
| GEBURTSDATUM     | 27. Februar 1971                                   |
| GEBURTSORT       | Śrem                                               |